# Friedrich Schlegel
Karl Wilhelm Friedrich von Schlegel (Hannover, 10 marzo 1772 – Dresda, 12 gennaio 1829) è stato un filosofo, critico e traduttore tedesco, come suo fratello Wilhelm August von Schlegel. È considerato uno dei fondatori del Romanticismo.

## Biografia
Figlio del pastore luterano Johann Adolf Schlegel (1721–1793), trascorse gran parte della sua infanzia presso uno zio e presso il fratello maggiore Wilhelm.
Dopo aver interrotto un apprendistato nel commercio a Lipsia, studiò da solo per ottenere accesso all'università dove seguì corsi di diritto, matematica, filologia classica, medicina e filosofia dapprima a Gottinga e in seguito a Lipsia.
Amico di Novalis, Tieck, Fichte, Caroline Schelling (che sposò il fratello) e degli altri romantici, fu ammiratore di Johann Wolfgang von Goethe ma avversario letterario di Friedrich von Schiller; con il fratello August Wilhelm pubblicò dal 1798 al 1800 la rivista Athenäum.
Visse a Jena, Berlino, Colonia, Parigi; stabilitosi poi a Vienna nel 1808 e convertitosi al cattolicesimo, divenne stretto collaboratore del cancelliere Metternich (partecipò ai lavori del Congresso di Vienna e venne con lui in Italia nel 1819) e uno dei massimi teorici della Restaurazione.
Tra le sue opere letterarie ricordiamo il dramma classicistico Alarcos (1802) e Lucinde (1799), romanzo a sfondo autobiografico che suscitò scalpore per il suo intento di conciliare amore spirituale e sensualità. Ben più importanti i suoi scritti critici e filosofici, fra cui i frammenti Critici e poetici, Sul valore dello studio dei greci e dei romani, Storia della poesia dei greci e dei romani, e soprattutto i Frammenti, tentativo di fondere la lingua concentrata, pregnante, ricca di paradossi, elementi poetici, filosofici e religiosi. 
Il suo saggio Sulla lingua e sulla saggezza degli indiani del 1808 contribuì alla diffusione degli studi sulla cultura indiana di sir William Jones, sviluppando inoltre l'idea che tutte le grandi culture e religioni del mondo derivassero da quelle dell'India.
Per Schlegel, tutti i popoli che si erano distinti per grandi risultati culturali sarebbero derivati per omologia dallo stesso popolo, il quale a sua volta aveva origine dal mitico monte Meru dell'estremo nord.
Schlegel diede inoltre avvio alla poetica romantica, sostenendo la necessità di svincolare la letteratura dai modelli classici.
In una delle sue ultime opere, Storia della letteratura antica e moderna (1815), lavorò a una storia letteraria di taglio sistematico.

## Opere
- Vom ästhetischen Werte der griechischen Komödie, 1794 ("Sul valore estetico della commedia greca")
- Über die Diotima, 1795 ("Riguardo a Diotima")
- Versuch über den Begriff des Republikanismus, 1796 ("Un tentativo sul concetto di repubblicanesimo")
- Georg Forster, 1797
- Über das Studium der griechischen Poesie, 1797 ("Riguardo allo studio della poesia greca")
- Über Lessing, 1797 ("Su Lessing")
- Kritische Fragmente („Lyceums“-Fragmente), 1797 ("Frammenti critici, detti anche «Frammenti del Liceo»")
- Fragmente („Athenäums“-Fragmente), 1797-1798 ("Frammenti, detti anche «Frammenti dell'Ateneo»")
- Lucinde, 1799
- Über die Philosophie. An Dorothea, 1799 ("Sulla Filosofia. A Dorothea")
- Gespräch über die Poesie, 1800 ("Discorso sulla Poesia")
- Über die Unverständlichkeit, 1800 ("Sull'incomprensibilità")
- Charakteristiken und Kritiken, 1801 ("Caratteristiche e critiche")
- Alarkos, 1802
- Reise nach Frankreich, 1803 ("Viaggio in Francia")
- Sprache und Weisheit der Inder, 1808 ("Lingua e saggezza dell'India")
- Geschichte der alten und neueren Literatur, Vorlesungen, 1815 ("Storia della letteratura antica e contemporanea, lezioni")